# Атрощенко, Евсей Никитич
Евсей Никитич Атрощенко (2 октября 1903, с. Грабовка, Гомельская область, Белоруссия — ?) — разведчик. Полковник.

## Биография
В РККА с 1925 года. Член ВКП(б) с 1927 года.
Окончил начальное училище (1920), школу младшего комсостава 14-го тяжелого артиллерийского дивизиона(январь — октябрь 1926), Киевскую артиллерийскую школу (1929—1931), артиллерийские курсы усовершенствования начсостава (1937), Специальный факультет Военной академии РККА имени М. В. Фрунзе (1937—1939).
Красноармеец, старшина сверхсрочной службы 14-го артиллерийского полка, который в мае 1928 переименован в 11-й корпусной артиллерийский полк (ноябрь 1925 — октябрь 1929).
Курсовой командир Киевской артиллерийской школы, помощник командира, командир батареи 1-го Киевского артиллерийского училища (июнь 1931 — сентябрь 1937).
В распоряжении Разведывательного управления Штаба РККА (январь — май 1939), заместитель начальника 2-го отделения 1-го отдела (май 1939 — июнь 1941) Разведуправления. Летом 1939 года — в составе оперативной группы РУ занимался вербовкой иностранцев, которые собирались выезжать с территории Северной Буковины и Бессарабии, занятых Красной Армией в июне. В июне 1941 года некоторое время — начальник 1-го отдела РУ Генерального штаба РККА.
Участник Великой Отечественной войны. Служил в разведывательном отделе штаба Северного фронта, занимался подготовкой разведывательно-диверсионных отрядов, позднее — заместитель начальника разведотдела Ленинградского штаба партизанского движения, начальник штаба 109-й стрелковой Ленинградской дивизии.
С 1949 года — военный атташе при посольстве СССР в Иране.

## Награды
- Орден Красного Знамени.
- Орден Отечественной войны I ст.